# Washington Quaquá
Washington Luiz Cardoso Siqueira (Niterói, 31 de maio de 1971), conhecido como Washington Quaquá, é um político brasileiro filiado ao Partido dos Trabalhadores (PT). É prefeito de Maricá, cargo que ocupa desde janeiro de 2025 e esteve anteriormente entre 2009 e 2016, em dois mandatos consecutivos. Anteriormente, foi deputado federal pelo Rio de Janeiro entre 2023 e 2024. É casado com Gabriela Siqueira com quem tem a filha Helena, além de Diego Zeidan, ex-vice-prefeito de Maricá, seu filho com Rosângela Zeidan.

## Biografia
Em 2000, Washigton "Quaquá" Siqueira era o secretário de Finanças do Partidos dos Trabalhadores (PT) carioca. Disputou a prefeitura de Maricá pela primeira vez em 2004, terminando em terceiro lugar. Foi eleito em 2008 e reeleito em 2012.

### Prefeitura
Uma matéria da Folha de S.Paulo de 2011 indicava que o ex-ministro José Dirceu possuía muita influência em Maricá, onde teria indicado dois afilhados políticos seus para o gabinete do prefeito. Quaquá negou que as indicações se deram por influência de Dirceu e defendeu os secretários.
Em 2014, Quaquá implantou um serviço de ônibus gratuito na cidade, instituindo o passe livre com o uso de recursos dos royalties pela exploração de petróleo. Maricá foi o primeiro município brasileiro com mais de 100 mil habitantes a adotar um programa de transporte público gratuito.
Em 2013, foi condenado pela Justiça Eleitoral por abuso do poder político e conduta vedada a agente público, tornando-se inelegível por oito anos. Quaquá teria usado recursos dos programas sociais da prefeitura para alavancar sua campanha, incluindo 14 mil notebooks distribuídos no mês da eleição: "A mensagem subliminar é evidente: se o prefeito for reeleito, aquela criança, que talvez jamais pudesse comprar um notebook, poderá continuar com o aparelho. Caso contrário, não se sabe" comentou o promotor responsável pelo caso.
Em recurso ao Tribunal Regional Eleitoral do Rio (TRE-RJ), o tribunal não cassou o seu mandato, optando por apenas torná-lo inelegível.
Em 25 de junho de 2016, foi inaugurada em sua gestão uma estátua do guerrilheiro Che Guevara, em frente ao Hospital Municipal de mesmo nome. A cerimônia de inauguração contou com a presença de Aleida Guevara, filha mais velha de Che.
Em 2021, Washington Quaquá foi condenado a 3 anos, 2 meses e 15 dias de prisão em regime aberto por fechar a pista do aeroporto municipal durante sua gestão em 2013. A decisão, em primeira instância, aponta sua responsabilidade pela queda de um avião na Lagoa de Maricá, resultando em duas mortes. Quaquá contestou a decisão, alegando que sua ação foi para expulsar traficantes do aeroporto. Ele afirmou que forças poderosas tentaram reverter a ação e aproveitaram a morte de um juiz para processá-lo.
Em 2024, quando a imprensa divulgou o nome de Domingos Brazão como o possível mandante do assassinato de Marielle Franco, Quaquá o defendeu: “Conheço o Domingos Brazão de longa data, inclusive de campanhas eleitorais nacionais onde ele esteve do nosso lado. Sinceramente, não creio que ele tenha cometido tal brutalidade."
Nas eleições de 2024, Quaquá foi eleito prefeito de Maricá pela terceira vez, recebendo 73,74% dos votos válidos.

## Desempenho em eleições
| Ano  | Eleição                     | Candidato a       | Partido | Coligação                                                                           | Votos           | Resultado  |
| ---- | --------------------------- | ----------------- | ------- | ----------------------------------------------------------------------------------- | --------------- | ---------- |
| 2004 | Municipal de Maricá         | Prefeito          | PT      | PT / PSB / PCdoB                                                                    | 12.736 (25,39%) | Não eleito |
| 2006 | Estaduais no Rio de Janeiro | Deputado Estadual | PT      | PT / PSB / PCdoB                                                                    | 22.242 (0,27%)  | Suplente   |
| 2008 | Municipal de Maricá         | Prefeito          | PT      | PT / PSB / PCdoB / PPS / PSDB / PSL / PTB / PRP / PT do B / PSDC / PTN / PRTB / PRB | 36.133 (62,60%) | Eleito     |
| 2012 | Municipal de Maricá         | Prefeito          | PT      | PT / PTB / PRP / PPL                                                                | 26.622 (42,48%) | Eleito     |
| 2022 | Estaduais no Rio de Janeiro | Deputado Federal  | PT      | PT / PCdoB / PV                                                                     | 113.282 (1,31%) | Eleito     |
| 2024 | Municipal de Maricá         | Prefeito          | PT      | PT / PCdoB / PV / PSDB / CIDADANIA / PDT / PSD / AVANTE                             | 91.789 (73,74%) | Eleito     |